# 光园
光园为曹锟在保定修建的庭院。修建之初既包括洋楼，也有四合院，还有平房等，现仅剩一栋灰墙白顶的砖混结构建筑。光园位于中华人民共和国河北省保定市莲池区裕华西路。
光园修建于20世纪初，最初为曹锟的府邸，成为直皖战争、第一次直奉战争等战争的策源地。后也作为吴佩孚、张学良、阎锡山、蒋中正等人在保定的落脚地。之后作为广播电台等多个单位的驻地。到21世纪初，光园建筑多被拆除。2013年，光园被列为第七批全国重点文物保护单位。2015年，光园被辟为保定市方志馆（保定抗日战争史料馆）。

## 历史

### 前身与建立
光园所在地原为明代大宁都指挥使司右卫署、断事司署以及清代直隶巡道司狱署的所在地。1916年，曹锟任直隶督军，后中华民国北京政府又任曹锟为川、粤、湘、赣四省经略使，驻军保定。到达保定后，曹锟将直隶巡道司狱署改建，作为接待宾客、举办集会、宴请居住的场所。因曹锟仰慕戚继光之名，为其取名“光园”。1917年梅兰芳在此演出，庆贺光园建成。平时曹锟在直隶总督署办公，在光园居住。后尚小云等梨园名伶在保定演出时，也借住在光园。

### 作为他用
1920年代初，光园是多个历史事件、战争的策源地、见证地，成为直系军阀的权利核心地。1920年，曹锟在光园组织成立八省反皖同盟，策划直皖战争。7月，被俘的皖军第二路司令曲同丰在光园向曹锟举行献刀典礼。1922年，曹锟等人在光园策划第一次直奉战争。1923年，曹锟又在此策划1923年中华民国大总统选举贿选。曹锟离开保定后，光园成为多个军政要员的临时办公、休息的场所。1926年，第三次直奉战争中，主张联冯反奉的靳云鹗被与之态度相反的吴佩孚缴了的兵权后，于光园宴请吴佩孚。此后不久，下野的曹锟又回到光园暂住。1927年10月，奉军南路总指挥张学良与阎锡山的晋军作战，其总部八大处工作人员在光园指挥作战。1928年6月，阎锡山于光园就任京津卫戍司令。1933年，钱大钧任军事委员会保定行营主任。3月11日，中华民国国民政府军事委员会委员长蒋中正率何应钦、宋子文至保居住在光园。
中国抗日战争爆发以后，光园开始成为不同政权控制的电台广播等单位的驻地。中国抗日战争时期，中华民国临时政府等大日本帝国傀儡政权控制的河北省广播电台占驻光园。战争结束后，光园为中国国民党执政时的河北省教育厅、河北广播电台所使用。1949年上半年以前，光园整体是河北广播电台的驻地，主体建筑内分布着语言播音室、文艺演播室、发射及播控机房等，院内则架有天线。5月，河北省人民广播电台开始在光园筹备，在河北广播电台在光园所遗留设施设备的基础上架设起广播设备。9月，光园成为河北省人民广播电台的诞生地。中华人民共和国成立后，光园同时被多个单位占用：东北侧的四合院，作为河北省民政厅所在地；西北侧平房被河北省财政厅使用；主体建筑成为河北省教育厅的办公场所；主体建筑东南侧建筑作为河北省民委办公地，而庭院则为河北人民广播电台所用。1958年开始，光园成为保定地区行署外贸局和保定人民广播电台的办公地。文化大革命期间，光园的多个建筑被拆除，如大门及两侧建筑、庭院等。在这些建筑、设施的原址上建立起广播器材厂大楼。

### 破坏与保护

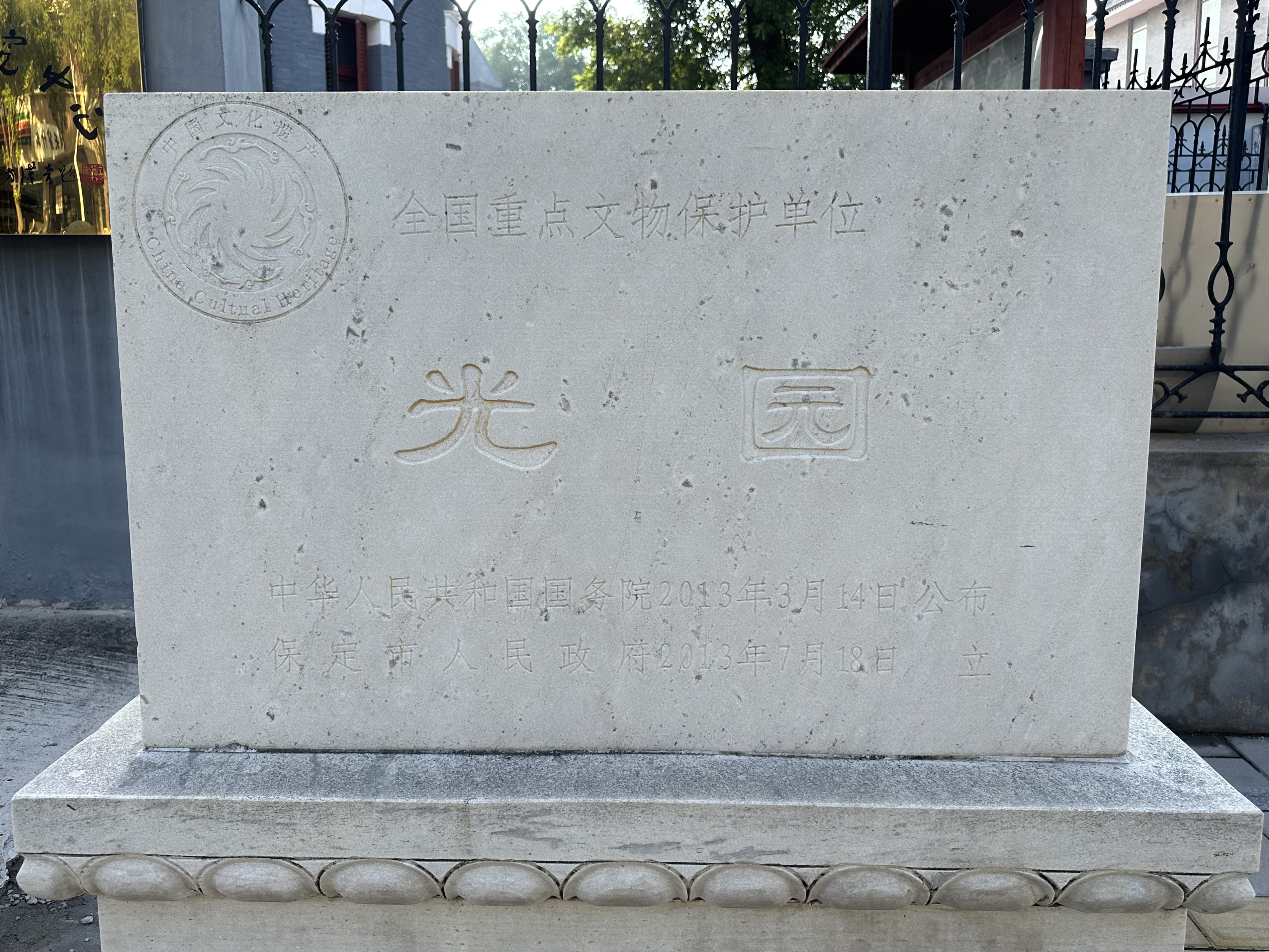
光园是全国重点文物保护单位

1984年6月，光园被列为保定市文物保护单位。1993年7月，光园被河北省人民政府列为河北省文物保护单位。然而成为省保护单位后，各单位开始争夺光园的产权，保护修缮工作停滞。虽然光园的修复规划早已做好，但光园因产权、资金等问题难以开展修缮工作。2005年开始，光园周围的部分建筑遭拆除。到2006年，光园已难寻管理者：拥有光园使用权的保定市商务局下属企业虽未正式破产，但已不再运营。光园建筑则已成为歌舞厅、茶馆、餐厅、直销团体等商业公司的运营场所。2007年，广播器材厂大楼被拆，取而代之的是商业区。随后，光园后部的平房亦被拆除。自此，光园仅剩主体建筑。
2013年3月，中华人民共和国国务院公布第七批全国重点文物保护单位，光园位列其中。2014年9月，保定市人民政府决定将保定市方志馆设置在光园内，并加挂保定抗日战争史料馆的牌子。同时，开始修缮仅剩的光园主建筑，恢复了石雕鹰、鹤、哪吒闹海底座。2015年3月，保定市方志馆（保定抗日战争史料馆）开馆。开关初期市方志馆的展室包括地方志展室、抗战史料室、光园与民国风云等。同年七月，纪念“七七事变”报道第一人方大曾的方大曾纪念室开馆。2017年11月，光园又开辟了纪念新西兰在华传教行医的凯瑟琳·霍尔（中文名：何明清）的何明清纪念室。2020年11月，光园举办展出刘峰、流萤分别在太行山、冀中平原拍摄的抗战题材照片的《刘峰、流萤抗日战争摄影陈列展》。

## 规模形制

### 历史规模
光园由曹锟的天津籍幕僚刘氏参考天津洋楼并融入四合院建筑格局设计建造，为以南北方向的主轴线，单层建筑为主的院落，占地22000平方米，建筑面积2500平方米。南部建筑是包括主体建筑在内的洋楼，为办公、会议用房。光园正门位于院落南侧，为高约2米的拱券门，门上有仿西洋装饰。门额有匾，为曹锟自题“光园”二字，落款为“渤海叟”。门外有石狮一对。正门与主体建筑间内有占地约2000平方米的园林式庭院。庭院中建有凉亭，亭侧与庭院西侧各有高约3米的柱形石一块，俗称“棒锤石”。光园主体建筑门前左侧原有直径约1米的中空铜球，与建筑内天花板上及地板下的活动空间相通。其南侧原有构成北斗星形的七块岩石。门前右侧原有铜铸仙鹤。“七星石”东侧相对的是约4米高的假山，假山由太湖石堆砌而成。两栋建筑形式同为中西合璧的廊房分列主体建筑前东西两侧。
光园北部以中国传统建筑为主。主体建筑东侧连廊与小戏园相连，小戏园仅有十余个座位，戏台面西。小戏园后部有连接地道的门。主体建筑西侧为二层小楼。主体建筑北部西侧为南北排列四排的中国传统平房，平房前后带廊。平房东侧有窄巷，窄巷东为约300平方米的大戏园，戏台面北，中间为池座，东面、西面、北面有复廊，楼上为包厢。院落东北角存有四合院，建筑以平房为主，作为花厅、花圃、居室、客房使用。

### 现存建筑
光园现存面积630平方米的主体建筑一栋，建筑外观以红窗、灰墙、白屋顶为主。为坐北朝南的砖混结构建筑，建筑高7米有余，为庑殿顶。建筑平面呈“工”字型，前、后厅以廊相连。建筑东西、角有外凸八角形、圆形，此部分有尖顶圆柱式房顶。建筑外檐露椽，露出部上有有雕花的女儿墙。建筑正门位于台地之上，门头为拱形石雕，两侧有石柱。建筑西立面前廊下树立有上细下粗的石柱。
光园建筑内共21间房间，均铺有木地板，窗以长木格百叶窗为主。建筑内部天花板顶上存有保卫人员的活动空间，地板下也有供其活动的地道。墙面装饰物、天花板处留有防卫用的枪眼。布局上，中间为走廊，两侧为会客厅、办公室，其中西侧大屋为曹锟的办公室，存连接厅内各室及大地下室的地道入口。建筑后部的走廊有通往天花板上空间的楼梯。建筑门前现存后修复的石雕鹰、鹤、哪吒闹海底座。

## 图片
| - 光园的大门，可见复原的石雕鹰、石雕鹤、哪吒闹海底座 - 光园的西侧 - 光园内部房间和老虎窗 - 光园内部走廊 - 光园内部房间，辟为晋察冀日报纪念室 - 位于光园内的方大曾纪念室 |